# Orne (België)
De Orne is een kleine rivier gelegen in de provincies Namen en Waals-Brabant in België. Het is een zijrivier van de Thyle en maakt via de Thyle, Dijle en de Rupel deel uit van het stroomgebied van de Schelde.

## Ligging

### Bron
De voornaamste bron van de Orne is gelegen op het gebied van Corroy-le-Château, gemeente Gembloers in de provincie Namen. De bron bestaat uit twee kleine beekjes die gevoed worden door bronnen die een tiental meter uit elkaar liggen.

### Verloop
De Orne stroomt door de volgende dorpen: Cortil, Noirmont, Chastre en Blanmont over een lengte van 18 km. 
In Blanmont, een klein stukje voorbij de samenvloeiing van de Nil met de Thyle mondt zij ook uit in deze rivier. De Orne is de belangrijkste zijrivier van de Thyle.
De Ernage is een kleine zijbeek van de Orne.